# Calice (torrente)
Il Calice è un torrente, affluente di sinistra dell'Ombrone Pistoiese, che scorre in Toscana (provincia di Pistoia e Prato).

## Percorso
Il Calice nasce dalla confluenza dei torrenti Agna e Bure; segna il confine fra la Provincia di Pistoia e Prato e sfocia nell'Ombrone Pistoiese presso Bocca di Calice dopo aver raccolto poco prima anche le acque del torrente Brana
Secondo quanto riportato da Natale Rauty (Agliana dalle origini all'età comunale. Pistoia : Società p.se di storia patria, 1986) il Calice è il canale artificiale nel quale furono riuniti i torrenti Agna, Bure e Brana, deviandone i corsi verso est rispetto al tracciato originario, in modo da bonificare e mettere in sicurezza idraulica il territorio della pianura p.se. Tali opere imponenti promosse dal Comune di Pistoia avvennero nel XII e XIII secolo. L'Agna precedentemente attraversava l'abitato di Agliana in posizione intermedia fra le chiese di San Piero e San Niccolò. La Bure e la Brana invece si riunivano ed entravano in Ombrone nella zona di Pacciana.

## Esondazioni
Soggetto a piene importanti, nella notte del 25 dicembre 2009, alle ore 3:30 circa a Prato, presso il Ponte dei Bini il torrente ha rotto un tratto (30 metri) del suo argine sinistro provocando l'allagamento dell'area che va dall'altezza dell'autostrada A11 a nord fino alla cassa di espansione di Ponte alle Vanne a sud.